# Simfonija br. 3 u a-molu (Mendelssohn)
Simfonija br. 3 u a-molu op. 56, MWV N 18 je posljednja simfonija Felixa Mendelssohna Bartholdyja. Poznata je pod nazivom Škotska simfonija, kako su je imenovali izdavači. Premijerno je izvedena 1842. godine u Leipzigu.

## Nastanak
Felix Mendelssohn Bartholdy bio je njemački skladatelj, pijanist i orguljaš iz razdoblja ranog romantizma. Skladao je simfonije, koncerte, oratorije, klavirsku i komornu glazbu. Na popisu njegovih djela MWV (Mendelssohn-Werkverzeichnis) nalazi se oko 750 skladbi u 26 grupa.
Mendelssohn je između 1829. i 1847. godine deset puta boravio u Velikoj Britaniji, u ukupnom trajanju oko 20 mjeseci. Za vrijeme prvog boravka 1929. godine posjetio je i Škotsku, koja je na njega ostavila snažan dojam, te je odatle dobio inspiraciju za svoja dva čuvena djela: Koncertnu uvertiru "Hebridi" i Simfoniju br. 3 u a-molu.
Skice za simfoniju napisao je još 1829. godine pri prvom posjetu Škotskoj: u Edinburghu je 30. srpnja posjetio ruine kapele u palači iz koje je vladala Marija Stuart, koje su na njega ostavile snažan turoban, sumoran dojam.
Ne zna se kad je nastavio rad na simfoniji. Završio ju je u Berlinu 20. siječnja 1842. godine i dirigirao na premijeri 3. ožujka iste godine u Leipzigu. Nakon uspješne premijere u Leipzigu, Mendelssohn je sa Simfonijom gostovao u Filharmonijskom društvu u Londonu 13. lipnja 1842. godine. Koncertu je nazočila Kraljica Victoria i dala dozvolu Mendelssohnu da joj posveti djelo.
Ovo je posljednja simfonija koju je Mendelssohn završio, nakon "Talijanske" i "Reformacije", ali su ju izdavači objavili kao treću.

## O glazbi
Orkestracija: 2 flaute, 2 oboe, 2 klarineta, 2 fagota, 4 horne, 2 trube, timpani, gudači
Tonalitet: a-mol
Mendelssohn je pokušao djelomično zaobići klasičnu čevorostavačnu formu simfonije tako što je napisao da se svi stavci izvode attacca, odnosno u nizu bez pauze, i tako simfonijski ciklus ujedinio u jednu cjelinu. Time je postigao da stavci nemaju klasičan završetak. Posebnost simfonije je i da se u svakom stavku javljaju fanfare i ritam marša, koje (usprkos oznaci guerriero [ratnički] u naslovu četvrtog stavka) nisu militantni, već romantični herojski element. Svi stavci su u sonatnoj formi, što također nije uobičajeno.
1. Introduction. Andante con moto – Allegro un poco agitato
2. Scherzo. Vivace non troppo
3. Adagio cantabile
4. Finale guerriero. Allegro vivacissimo – Allegro maestoso assai

### 1.Introduction. Andante con moto – Allegro un poco agitato
Prvi stavak u 3/4-taktu počinje u A-duru dugim laganim uvodom sa sumornim i melankoličnim raspoloženjem koji je Mendelssohn skicirao još 1829. godine u Škotskoj, a nastavlja u a-molu u živom tempu. Slijedi klasična sonatna forma, u kojoj se u kodi vraća uvodna tematika.

### 2.Scherzo. Vivace non troppo
Scherzo drugog stavka u 6/8-taktu i F-duru je oštri kontrast prvom stavku. Melodijski i ritamski je u stilu škotskog narodnog plesa Scotch snap (koji je i Dvořák koristio u simfoniji "Iz Novog svijeta"), ali nije obrađena nijedna izvorna škotska melodija.

### 3.Adagio cantabile
U trećem stavku u 2/4-taktu i a-molu osjeća se utjecaj Beethovena kroz motive na teme iz njegove Sedme simfonije i Gudačkog kvarteta br. 10. Stavkom dominira elegično raspoloženje, isprepleteno s heroizmom.

### 4.Finale guerriero. Allegro vivacissimo – Allegro maestoso assai
U četvrtom stavku u 6/8-taktu prvo u a-molu a zatim u A-duru prepliću se herojski motivi sa škotskim plesom. Nakon reprize, u kodi se ne ponavlja tematika iz razvoja, već Mendelssohn uvodi novi materijal uz temu iz uvoda, s trijumfalnim završetkom.
Uobičajeno trajanje simfonije je oko 40 minuta.

## Napomene
1. ↑  Mendelssohn Bartholdy su dva pezimena, među njima se ne piše spojnica i oba se sklanjaju.